# Fernández Maldonado
Fernández Maldonado es un apellido compuesto, extendido por el Perú.

## Origen
El apellido se inicia en el siglo XVI, cuando Diego Fernández Maldonado, nacido en 1556 y natural de Uceda, Guadalajara, de Castilla-La Mancha, España, hijo de Agustín Fernndez Fernández y Francisca Godinez Maldonado, toma el primer apellido de su padre y el segundo de su madre, llega a Moquegua y se establece allí.
- Datos: Q5860607